# Afefobia
L'afefobia o aptofobia (dal greco ἄπτω "toccare" e φόβος "paura") è una fobia che comporta grande disagio, se non repulsione, nei confronti del contatto fisico (sia dato sia ricevuto). Tale fobia è data da un'ipersensibilità prossemica del soggetto, interpretando questi nel subconscio il contatto fisico come un'invasione della propria o altrui zona intima; a volte, la ripulsa è limitata al contatto con una persona del sesso opposto.
Spesso, alle origini della fobia (sovente ritenuta agli occhi di un esterno come manifestazione di estrema timidezza) vi è un trauma o, da parte genitoriale, una deprivazione (finanche involontaria) durante l'infanzia di affetto, normalmente comunicato proprio con il contatto fisico. Può essere spesso associato a un'aggressione sessuale; il sociologo canadese Michel Dorais riporta come molti bambini che avevano subito abusi in età infantile soffrissero poi di tale problema, somatizzandolo in quella adulta.